# NHK総合テレビジョン
NHK総合テレビジョン（エヌエイチケイそうごうテレビジョン）は、日本放送協会（NHK）による地上基幹放送の一種別のテレビジョン放送で国内放送でもある。
通称はNHK総合あるいは総合テレビ。また、英語で総合という意味を表す"General"からNHK G、GTVなどとも表記される。前者は地上デジタルテレビ放送で東京（NHK放送センター）から送出される番組の放送時に、画面右上に表示されるチャンネルロゴ表示などで使用され、後者は群馬テレビ（群馬県前橋市所在、独立系）との混同を防ぐために協会内に限らないものの多くはNHKを冠す。
新聞や雑誌などの番組表（いわゆるテレビ欄）や各種メディアでの表記は「NHK総合」「NHK総合テレビ」「NHKテレビ」「NHK」「NHK G」「NHK総合・（放送局名）」等と様々である。リモコンチャンネルボタン番号（デジタル放送ではリモコンキーID）から「1チャンネル」（東京、大阪、広島など）または「3チャンネル」（名古屋、北海道（札幌ほか）、仙台、福岡など）とも呼ばれる。

## 概要
東京にて1953年2月1日開局（以降の開局は#沿革参照）。本チャンネルは日本初のテレビチャンネルである。「総合テレビジョン」という通称名は、同じく地上波で放送されるNHK教育テレビジョン（2011年からの通称：Eテレ）と対比して、総合編成を実施しているということから付けられたものである。
日本全国でほぼ統一された番組編成をするEテレに対して、総合テレビではそれに比べて各地域ごとに異なる番組編成がなされる。そのため、アナログ放送での広域放送は関東広域圏（1都6県）のみで、その他の40道府県は県域放送がとられていた。デジタル放送では2004年に茨城県が、2012年に栃木県と群馬県が県域放送に移行し、広域放送は南関東4都県のみとなった。
総合テレビの本放送開始当初、一般家庭へのテレビ普及には程遠く、テレビ番組として独自に制作をするには予算的にも厳しかったことから、NHKラジオの人気番組を本チャンネルで中継するということがしばしば行われていた。
総合テレビの関東地区における全日視聴率（ビデオリサーチ社の調査）は、1963年から1986年までの24年間、各民放キー局を押しのけて、連続して1位を獲得していた。しかし1987年はフジテレビに全日視聴率1位を譲り、1988年・1989年は奪還したが、1989年を最後にその座から遠ざかっている。
『NHK紅白歌合戦』があることなど（後述）から、年間視聴率1位は総合テレビの番組というケースが多い。2001年まで総合テレビの番組が年間視聴率1位の座を譲ったことがなかった（紅白についても1997年まで年間視聴率1位の座を譲ったことがなかった）。2002年以降は年によっては民放番組（主に国際スポーツ中継の日本戦）にその座を奪われるケースもある。

## 沿革

2020年まで使用されていたロゴ

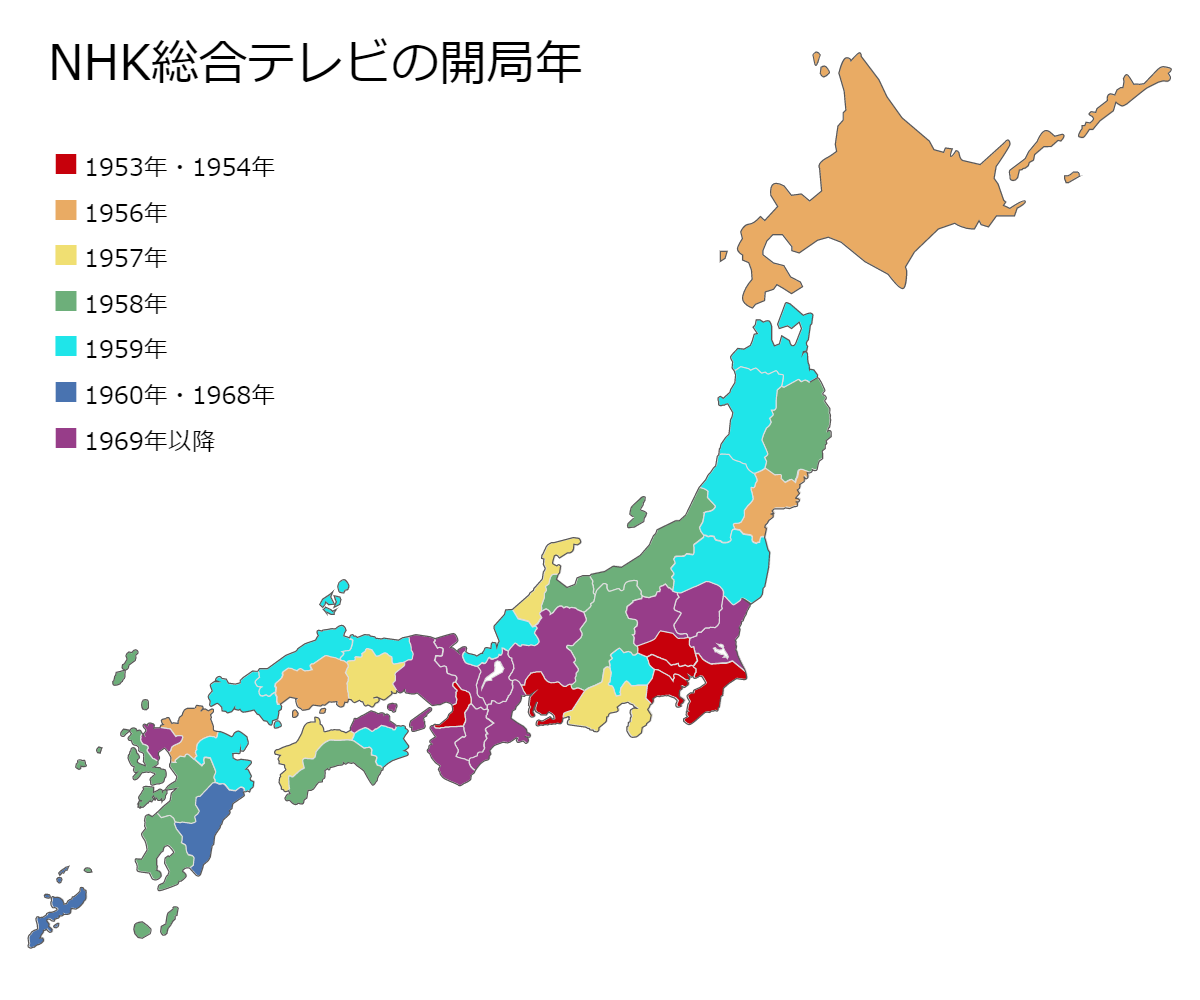
各都道府県のNHK総合テレビ開局年

1939年
5月13日 - NHK東京放送会館の落成記念として、NHK放送技術研究所から初めてテレビジョンの電波を送出（コールサインJ2PQ、映像周波数4.5MHz、出力500W）。
1940年
4月13日 - 日本初のテレビドラマ『夕餉前』が放送される。
1950年
2月2日 - 技研のテレビ実験局が東京は港区の愛宕山からVHF3ch、大阪は生駒山からVHF4ch、名古屋は当時の名古屋放送局屋上からVHF5chで送信開始（出力はいずれも1kW）。
3月10日 - 東京・大阪・名古屋で週1日・3時間の定期的なテレビ実験放送開始。
1952年
10月1日 - 実験局をNHK東京放送会館に移転（出力3kW）、送出方式をNHK独自方式からNTSC方式に変更。
11月14日 - 東京実験局を実用化試験局に移行。
12月5日 - 実用化試験局が毎日放送となり、演奏所は内幸町のNHK東京放送会館に、送信所は紀尾井町の千代田放送所（現・千代田放送会館）に置かれ、VHF3chから映像出力5kWで送信（事実上のサービス放送開始）。
12月26日 - 東京テレビジョンに予備免許が交付される。
1953年
1月11日 - テレビジョン放送の開始に備え、NHK自前の東名阪マイクロ回線の運用開始。日本放送協会（NHK）のテレビ事業として公営放送を開始した。総合テレビ以外では民放での主体として、少し遅れて設立された日本テレビ放送網と共に、ラジオが主体であった第二次世界大戦前から戦後しばらくの間報道のあり方を変え、現在に至る日本国マスメディアの基本形を形成した。
1月26日 - 東京テレビジョンに本免許。
2月1日 - 14時、東京テレビジョン（呼出符号：JOAK-TV）本放送開始。演奏所はNHK東京放送会館に、送信所は紀尾井町の千代田放送所（現・千代田放送会館）に置かれ、VHF3chで送信された。映像出力10kw。
1954年（昭和29年）
3月1日午前8時 - 大阪テレビジョン（呼出符号：JOBK-TV、現NHK大阪放送局）を開局。
大阪は演奏所を馬場町の大阪放送会館に、送信所を生駒山に置き、試験放送時代と同じVHF4chで映像出力は10KWに増強し送信された。
3月1日午前11時 - 名古屋テレビジョン（呼出符号：JOCK-TV、現NHK名古屋放送局）本放送開始。
演奏所と送信所を当時名古屋市中区丸の内（現在の「名古屋市立丸の内中学校」の場所）にあった名古屋放送局敷地内に置き、試験放送時代と同じVHF5ch・映像出力5KWで送信された。
3月1日午後2時 - 大阪局・名古屋局の開局記念特番を放送。
4月15日 - 電電公社（現在のNTTコミュニケーションズ）がテレビジョン放送の全国展開に対応するため、専用マイクロ回線の運用を開始。これに伴いNHK自前回線を廃止し、公社回線に移行。
8月22日 - 名古屋テレビジョン、完成したばかりの名古屋テレビ塔に送信所を移し、映像出力を10kWに増力。
1956年
3月21日 - 仙台、広島、福岡の各放送局がテレビジョン本放送を開始。以降4年をかけて全国のネットワークをほぼ完成させる。
11月1日- 名古屋テレビジョン、中部日本放送のテレビジョン放送（呼出符号：JOAR-TV、VHF5ch）の同年12月1日放送開始に備え送信チャンネルを5chから3chに変更。
1957年
5月29日～12月23日 - 長野、静岡、金沢、岡山、松山、小倉の各放送局がテレビジョン本放送を開始。
10月7日 - 早朝放送開始。
12月28日 - 東京テレビジョンでカラー実験放送開始。
1958年
11月29日 - 大阪テレビジョン、毎日放送のテレビジョン放送（呼出符号：JOOR-TV、VHF4ch）開始に備え送信チャンネルを4chから2chに変更。
1959年
1月10日 - 教育放送専門のNHK教育テレビジョン（2011年6月以後の愛称「Eテレ」）開局。それとの区分のため、正式な名称を「NHK総合テレビジョン」に定める。
4月6日 - 東京テレビジョン、放送エリアを関東全域に拡大するため、この年1月10日に開局した東京教育テレビジョン（呼出符号：JOAB-TV）と送信所を入れ替え。この日の放送開始から送信所は東京タワー（芝放送所）に、チャンネルはVHF1chに変わり、デジタル放送完全移行までの半世紀以上の間総合1ch、教育3chというチャンネル割り当てで放送を行った（これに伴い、カラー実験放送も、この日を境に教育テレビへ移行し、翌年の本放送開始の前日まで続いた）。
1960年
9月10日 - 東京と大阪でカラー本放送開始。
1962年
3月19日 - 平日午前にあった中断時間を廃止。
7月23日 - 平日午後の中断時間を廃止し、終日放送となる。
1964年
東京オリンピック終了後、渋谷区神南のNHK放送センター運用開始。以後9年をかけて順次機能移転。
1966年
3月20日 - 当時の電電公社（現在のNTT）の日本全国に於けるカラーテレビ用マイクロ波回線の高規格化工事が完成（鹿児島 - 名瀬間を除く）。これにより、全国でネット回線経由によるカラー放送が実施可能になったことで、奄美大島等の一部離島地域を除き、全国のカラー化整備が完了する。
1969年
3月15日 - 佐賀テレビジョン（呼出符号：JOSP-TV）、総合テレビ初のUHF親局として放送開始。以後、高松、大阪以外の近畿5府県、津、岐阜でUHFによる親局が開局し、県域放送開始。
12月21日 - 東京と大阪で、音声多重放送の2か国語放送の実験放送を開始。
1970年
4月 - UHFテレビジョン試験放送が東京と大阪で開局（ともにUHF14ch）。
8月9日 - 東京で、音声多重放送のステレオ放送の実験放送を開始。
1971年
10月10日 - 全番組カラー化。
1974年
1月16日 - 第1次オイルショックに伴い、テレビ放送の昼間、深夜の放送を一部休止。
- 総合テレビ、UHFテレビ試験放送では月 - 金曜日の14時台後半 - 16時台前半を放送休止とし、深夜は23時で放送打ち切りとなる。

4月1日 - 深夜の放送終了を23時15分に繰り下げ。翌年には週末のみ24時まで、と段階的に放送時間を拡大させている。
9月9日 - 昼間の放送休止を解除。
1975年
4月7日 - UHFテレビ試験放送終了。
1978年
10月1日 - 東京と大阪で音声多重実用化試験放送開始。
1982年
12月17日 - 音声多重本放送開始。
1984年
4月2日 - 平日の放送終了が24時となり、オイルショックから続いていた深夜の放送休止を全面解除。
5月12日 - 難視聴対策を目的としたNHK衛星第1テレビジョンの試験放送開局により、一部時間帯（教育テレビとの時差放送や、自主制作番組等）を除き総合テレビジョンと同時放送を実施（その後1986年12月26日のNHK衛星第2テレビジョン試験放送開局に伴い、衛星第1と総合が完全同時放送となる）
1985年
11月 - 文字多重放送開始。
1987年
7月4日 - 衛星第1テレビジョンの24時間完全独自編成の実施に伴い、総合テレビの同時編成は、衛星第1テレビジョンの開局当初の編成とほぼ同等で教育テレビの時差編成との混成により衛星第2テレビジョンに集約して行われることになった
1988年
9月19日 - 昭和天皇が重体に陥る。この日からフィラーの形で終夜放送を開始し、随時昭和天皇の容体を伝えた。
1989年
1月7日 - 昭和天皇崩御。NHKは教育放送を除いて連続テレビ小説『純ちゃんの応援歌』と大河ドラマ『春日局』を含めた全番組を休止し、9日未明まで昭和天皇の追悼特別番組と新天皇即位特別番組を編成した。臨時終夜放送を終了するが、4月1日まで暫定的に翌日1時までに定時番組を編成した。
4月 - 金曜日の深夜に限り24時以後をまたぐ深夜放送を開始（1990年4月からは土曜日に変更、1992年度は一旦中断、1993年度から金・土曜日に再開）。
6月3日 - すでに6月1日より本放送に移行していた衛星放送の2チャンネル完全独自編成を実施するにあたり、衛星第2テレビジョンの地上波との放送編成を1日の放送時間帯の約4割に変更。ニュース・国会中継・大相撲・高校野球・連続テレビ小説・大河ドラマなどは同時生放送を維持しつつ、多くは時差編成となる
1995年
1月17日 - 阪神・淡路大震災発生。NHKは教育テレビを含むすべての放送チャンネルを使い、5時51分から報道特別番組を開始。連続テレビ小説「春よ、来い」などの通常番組を全て休止。2月以降からほぼ通常編成に戻ったが、2月末まで（近畿地方は3月末まで）震災報道を中心とした編成となった。
4月3日 - 放送時間を早朝5時から翌日1時までに拡大。それ以前は6時（後に5時57分→5時55分 - この時は天気予報が1日の最初の番組）開始だった。
1996年
4月 - 週末（金・土曜深夜）に限り24時間放送開始。また平日の放送時間も翌日2時までに拡大。
1997年
4月 - 月曜未明（日曜深夜）を除き24時間放送開始（基点は5時）。
2000年
4月 - 生放送番組の文字放送による同時字幕放送を開始（順次拡大）。また日曜についても終夜放送に踏み切る。当初は第1・3週日曜の深夜を除く。
7月 - ラジオ第1放送を含めて休止・減力放送は各放送局の任意となり、完全24時間放送となった。
- 総合放送（総合テレビ・ラジオ第1・FM放送）の完全24時間化は地震・台風・豪雨など天災が発生した場合を対象とした災害対策基本法や、テロなどの大規模な有事が発生した場合を対象とした諸法律の義務を履行するための措置。

2003年
11月10日 - 10時、地上デジタルテレビジョン放送の試験放送を開始。
12月1日 - 11時、東京・大阪・名古屋の各放送局で地上デジタルテレビジョン放送の本放送を開始。
2004年
3月 - NTTコミュニケーションズの中継回線が、マイクロ波を用いたアナログ回線から光ファイバーを用いたデジタル回線に完全移行。これに併せ、回線運用体系を東京からの一元的なものとする。
4月 - 放送開始（基点）時刻を4時30分に繰り上げ。
10月1日 - 水戸放送局がデジタルで県域放送開始。
2005年
10月 - 放送開始（基点）時間を4時20分に繰り上げ。
2008年
4月 - 放送開始（基点）時間を4時15分に繰り上げ。また若者向け番組のゾーン『EYES』（日曜除く）を設け、各番組の冒頭に「EVERY MIDNIGHT ON GTV」と表記されるようになった。これまで、GTVの表記を用いることはほとんど無かった。
7月24日 - アナログ放送について、2011年7月24日までに終了予定であることとデジタル放送への円滑な移行を促進するため、画面右上にウォーターマークで「アナログ」の字幕を出す。
2010年
3月11日 - BSデジタル放送のCh.291で東京総合テレビジョンの衛星によるセーフティネット（地上波デジタル難視聴対策の衛星放送）サイマル放送を5年間限定で開始。
3月29日 - 2011年7月のアナログ放送完全終了と地デジ完全移行を前提として、一部の新番組から段階を追ってNTSCの番組画面をレターボックス16:9サイズで放送。
7月5日 - 地デジ完全移行を念頭に置いた日本民間放送連盟との申し合わせにより、午前4時15分の基点（前日付け=7月4日付の深夜休止の地区は開始）時間から、NTSCで全番組レターボックス16:9での放送に移行。
10月25日 - アナログ放送では総務省地デジコールセンターの受付電話番号の常時表示を開始。また、ロールスーパーによる終了告知の表示はこれまで開始冒頭のみ行っていたが、同日から放送時間が10分以上の全番組についても10分毎に表示を始めた。東京以外の地域放送（全国放送番組の時差放送も含む）では画面の黒帯上に「ご覧のアナログ放送は2011年7月に終了します」のテロップが追加表示されているところがあった（札幌局など）。
2011年
3月11日 - 東日本大震災発生。国内全ての放送チャンネルを使い、地震発生の瞬間・14時46分に緊急地震速報を発し報道特別番組を開始。連続テレビ小説『てっぱん』、大河ドラマ『江〜姫たちの戦国〜』などの通常番組を全て休止し、異例の大長時間特別編成となった。また、暫時的ではあるが衛星によるセーフティーネットとは別に、衛星第1テレビジョン（BS101=ID1）も総合テレビの番組を同時配信した。
4月1日 - 衛星放送の再編（衛星第1テレビジョン→BS1・現BSと、衛星第2テレビジョン→BSプレミアム・2023年11月30日事実上閉局しBSプレミアム4Kに移行）に伴い、地上波のサイマル編成を原則終了。ただし、連続テレビ小説と大河ドラマについては地上波の放送に先駆けての先行放送を維持
7月24日 - 東日本大震災で被害の大きかった岩手・宮城・福島の3県を除いてアナログ放送終了、デジタル放送へ完全に移行。最終番組は、11時59分にアナウンサーの鈴木奈穂子による終了アナウンスと、「どーもくん」のアニメーションによる終了メッセージだった。
2012年
3月31日 - 岩手・宮城・福島の各県についてもアナログ放送終了。これらの地域では、11時59分に仙台局アナウンサーの谷地健吾による終了アナウンスと、「どーもくん」の静止画による終了メッセージが放送されて、日本国内全域でデジタル放送への移行を完了した。
4月1日 - 宇都宮・前橋両放送局が県域放送開始。
2015年
3月31日 - 正午を以って、BSセーフティーネット（BS291）による東京総合テレビジョンのサイマル放送を終了。
2018年
4月3日 - この日より火-金曜日付の放送開始（基点）時間を4時に繰り上げ。月・土・日曜は従来通り4時15分を開始（基点）としている。
2020年
3月1日 - 常時同時配信・見逃し番組配信のNHKプラスでのサイマル配信を開始した。
3月30日 - この日の0時5分をもって、地上デジタル放送開始以来表示されていたチャンネルロゴ表示をリニューアルした。更に、スポット番宣でのアイコンも、長らく使われた『（黄色の長方形枠内に黄色文字で）総 合』から、『（赤背景の正方形枠内に白文字で）G』に変更された。
2021年
3月29日 - この日から特別番組や再放送の番組等の一部の番組を除いて殆どの番組のエンドクレジットから｢終｣、｢おわり｣、｢END｣等の表記が見られなくなった（緊急警報放送試験信号を除く）。
2022年
4月4日 - この日から、日曜日を除く1日の基点を4時に統一（日曜は4時15分のまま）

## テレビ放送初日・1953年2月1日（日曜日）の番組表
| 放送時間                                  | 番組                                                                                      |
| ----------------------------------------- | ----------------------------------------------------------------------------------------- |
| 14:00                                     | NHK東京テレビジョン開局に当って （1）挨拶 （2）祝辞 （3）舞台劇「道行初音旅」―吉野山の場― |
| 15:00                                     | 映画                                                                                      |
| 15:30                                     | オペラよもやま話                                                                          |
| （16:00 - 18:30 放送休止=テストパターン） |                                                                                           |
| 18:30                                     | 子供の時間 （1）歌「テンテンテレビ」 （2）ヴァラエティー「四つの星座」（上野一雄構成）    |
| 19:00                                     | ニュース映画                                                                              |
| 19:15                                     | きょうの天気・あすの天気 （1）話 （2）今日の天気、明日の予報                              |
| 19:20                                     | ニュース                                                                                  |
| 19:25                                     | 番組予告他                                                                                |
| 19:30                                     | 今週の明星（日比谷公会堂から生中継）                                                      |
| 20:00                                     | 漫才「君のあだ名」                                                                        |
| 20:15                                     | 現代舞踊 日本の太鼓（伊福部昭作曲）                                                       |
| 20:45                                     | 受信者の皆様へ 対談「テレビジョンの誕生」                                                 |
| （21:00放送終了）                         |                                                                                           |

## 放送開始当時の番組表
※1953年2月 - 3月分
| ＼             | ＼             | 月曜日                   | 火曜日                   | 水曜日                   | 木曜日                           | 金曜日                   | 土曜日                   | 日曜日                                         |
| 12 時 台       | 00             | 映画                     | 映画                     | 映画                     | 映画                             | 映画                     | 映画                     | 映画                                           |
| 12 時 台       | 20             | 演芸                     | 音楽                     | 歌謡曲                   | 演芸                             | 音楽                     | 歌謡曲                   | テレビ素人オール自慢 または のど自慢素人演芸会 |
| 12 時 台       | 50             | ニュース・天気予報       | ニュース・天気予報       | ニュース・天気予報       | ニュース・天気予報               | ニュース・天気予報       | ニュース・天気予報       | テレビ素人オール自慢 または のど自慢素人演芸会 |
| 12 時 台       | 55             | テレビ告知板             | テレビ告知板             | テレビ告知板             | テレビ告知板                     | テレビ告知板             | テレビ告知板             | テレビ素人オール自慢 または のど自慢素人演芸会 |
| 13 時 台       | 00             | 学校放送                 | 学校放送                 | 学校放送                 | 学校放送                         | 学校放送                 | 学校放送                 | スペシアルイベント （不定期） （中継・その他） |
| 13 時 台       | 15             | 婦人の時間               | 婦人の時間               | 婦人の時間               | 婦人の時間                       | 婦人の時間               | 婦人の時間               | スペシアルイベント （不定期） （中継・その他） |
| 13:30 ｜ 18:30 | 13:30 ｜ 18:30 | （放送休止）             | （放送休止）             | （放送休止）             | （放送休止）                     | （放送休止）             | （放送休止）             | スペシアルイベント （不定期） （中継・その他） |
| 18 時 台       | 30             | 子供の時間（映画を含む） | 子供の時間（映画を含む） | 子供の時間（映画を含む） | 子供の時間（映画を含む）         | 子供の時間（映画を含む） | 子供の時間（映画を含む） | 子供の時間（映画を含む）                       |
| 19 時 台       | 00             | 映画                     | 映画                     | 映画                     | 映画                             | 映画                     | 映画                     | 映画                                           |
| 19 時 台       | 15             | 天気予報・ニュース       | 天気予報・ニュース       | 天気予報・ニュース       | 天気予報・ニュース               | 天気予報・ニュース       | 天気予報・ニュース       | 天気予報・ニュース                             |
| 19 時 台       | 25             | 番組予告                 | 番組予告                 | 番組予告                 | 番組予告                         | 番組予告                 | 番組予告                 | 番組予告                                       |
| 19 時 台       | 30             | コント 或いは 三つの歌   | 討論会 又は 座談会       | 舞踊 （洋）              | テレビ・クイズ                   | 人形劇                   | 二十の扉                 | 今週の明星                                     |
| 20 時 台       | 00             | 舞踊 （和）              | ミュージカル・ ショー    | テレビ・ドラマ           | 音楽の贈り物 或いは 歌の花ごよみ | 家庭ゲーム               | バラエティ               | テレビ寄席                                     |
| 20 時 台       | 30             | ニュース解説             | ニュース解説             | ニュース解説             | ニュース解説                     | ニュース解説             | 最近の話題               | ニュース解説                                   |
| 20 時 台       | 45             | 教養・科学講座           | 教養・科学講座           | 教養・科学講座           | 教養・科学講座                   | 教養・科学講座           | 教養・科学講座           | テレビ・インタビュー                           |

- 太字はテレビ・ラジオ同時放送

## 現在のゴールデンタイム・プライムタイム・ネオプライム編成

### 2024年度 上半期
2024年度 上半期編成表
| ＼       | ＼ | 月曜日 | 火曜日 | 水曜日 | 木曜日 | 金曜日 | 土曜日                             | 日曜日                           |
| 18 時 台 | 00 | NHKニュース ※関西・北海道以外で裏送り （関西ではほっと関西、北海道はほっとニュース北海道を18:00から放送） | NHKニュース ※関西・北海道以外で裏送り （関西ではほっと関西、北海道はほっとニュース北海道を18:00から放送） | NHKニュース ※関西・北海道以外で裏送り （関西ではほっと関西、北海道はほっとニュース北海道を18:00から放送） | NHKニュース ※関西・北海道以外で裏送り （関西ではほっと関西、北海道はほっとニュース北海道を18:00から放送） | NHKニュース ※関西・北海道以外で裏送り （関西ではほっと関西、北海道はほっとニュース北海道を18:00から放送） | NHKニュース                        | NHKニュース                      |
| 18 時 台 | 05 | NHKニュース ※関西・北海道以外で裏送り （関西ではほっと関西、北海道はほっとニュース北海道を18:00から放送） | NHKニュース ※関西・北海道以外で裏送り （関西ではほっと関西、北海道はほっとニュース北海道を18:00から放送） | NHKニュース ※関西・北海道以外で裏送り （関西ではほっと関西、北海道はほっとニュース北海道を18:00から放送） | NHKニュース ※関西・北海道以外で裏送り （関西ではほっと関西、北海道はほっとニュース北海道を18:00から放送） | NHKニュース ※関西・北海道以外で裏送り （関西ではほっと関西、北海道はほっとニュース北海道を18:00から放送） | 所さん!事件ですよ                  | ドキュメント72時間 （再放送）    |
| 18 時 台 | 10 | 各地放送局の夕方ニュース番組                                                                              | 各地放送局の夕方ニュース番組                                                                              | 各地放送局の夕方ニュース番組                                                                              | 各地放送局の夕方ニュース番組                                                                              | 各地放送局の夕方ニュース番組                                                                              | 所さん!事件ですよ                  | ドキュメント72時間 （再放送）    |
| 18 時 台 | 35 | 各地放送局の夕方ニュース番組                                                                              | 各地放送局の夕方ニュース番組                                                                              | 各地放送局の夕方ニュース番組                                                                              | 各地放送局の夕方ニュース番組                                                                              | 各地放送局の夕方ニュース番組                                                                              | ミニ番組                           | ミニ番組                         |
| 18 時 台 | 43 | 各地放送局の夕方ニュース番組                                                                              | 各地放送局の夕方ニュース番組                                                                              | 各地放送局の夕方ニュース番組                                                                              | 各地放送局の夕方ニュース番組                                                                              | 各地放送局の夕方ニュース番組                                                                              | ミニ番組                           | ミニ番組                         |
| 18 時 台 | 45 | 各地放送局の夕方ニュース番組                                                                              | 各地放送局の夕方ニュース番組                                                                              | 各地放送局の夕方ニュース番組                                                                              | 各地放送局の夕方ニュース番組                                                                              | 各地放送局の夕方ニュース番組                                                                              | NHKニュース645                     | NHKニュース645                   |
| 19 時 台 | 00 | NHKニュース7                                                                                              | NHKニュース7                                                                                              | NHKニュース7                                                                                              | NHKニュース7                                                                                              | NHKニュース7                                                                                              | NHKニュース7                       | NHKニュース7                     |
| 19 時 台 | 30 | クローズアップ現代                                                                                        | クローズアップ現代                                                                                        | クローズアップ現代                                                                                        | あしたが変わるトリセツショー                                                                              | 金曜夜の地域番組                                                                                          | 新プロジェクトX～挑戦者たち～      | ダーウィンが来た!                |
| 19 時 台 | 57 | 鶴瓶の家族に乾杯                                                                                          | うたコン                                                                                                  | 水曜スペシャル枠                                                                                          | あしたが変わるトリセツショー                                                                              | チコちゃんに叱られる!                                                                                     | 新プロジェクトX～挑戦者たち～      | ダーウィンが来た!                |
| 20 時 台 | 00 | 鶴瓶の家族に乾杯                                                                                          | うたコン                                                                                                  | 水曜スペシャル枠                                                                                          | あしたが変わるトリセツショー                                                                              | チコちゃんに叱られる!                                                                                     | 新プロジェクトX～挑戦者たち～      | 大河ドラマ 光る君へ              |
| 20 時 台 | 15 | 鶴瓶の家族に乾杯                                                                                          | うたコン                                                                                                  | 水曜スペシャル枠                                                                                          | サラメシ                                                                                                  | チコちゃんに叱られる!                                                                                     | 有吉のお金発見突撃！カネオくん     | 大河ドラマ 光る君へ              |
| 20 時 台 | 43 | #NHK | #NHK | #NHK | #NHK | #NHK | 有吉のお金発見突撃！カネオくん     | 大河ドラマ 光る君へ              |
| 20 時 台 | 45 | ニュース845                                                                                               | ニュース845                                                                                               | ニュース845                                                                                               | ニュース845                                                                                               | ニュース845                                                                                               | 有吉のお金発見突撃！カネオくん     | ニュース                         |
| 20 時 台 | 55 | ニュース845                                                                                               | ニュース845                                                                                               | ニュース845                                                                                               | ニュース845                                                                                               | ニュース845                                                                                               | ニュース・気象情報（各地放送局）   | ニュース・気象情報（各地放送局） |
| 21 時 台 | 00 | ニュースウオッチ9                                                                                         | ニュースウオッチ9                                                                                         | ニュースウオッチ9                                                                                         | ニュースウオッチ9                                                                                         | ニュースウオッチ9                                                                                         | サタデーウオッチ9                  | NHKスペシャル                    |
| 21 時 台 | 50 | ニュースウオッチ9                                                                                         | ニュースウオッチ9                                                                                         | ニュースウオッチ9                                                                                         | ニュースウオッチ9                                                                                         | ニュースウオッチ9                                                                                         | サタデーウオッチ9                  | サンデースポーツ                 |
| 22 時 台 | 00 | 映像の世紀バタフライエフェクト                                                                            | 【ドラマ10】                                                                                              | 歴史探偵                                                                                                  | SONGS | ドキュメント72時間                                                                                        | NHKスペシャル                      | サンデースポーツ                 |
| 22 時 台 | 30 | 映像の世紀バタフライエフェクト                                                                            | 【ドラマ10】                                                                                              | 歴史探偵                                                                                                  | SONGS | 時をかけるテレビ～いま見たいこの1本～                                                                     | NHKスペシャル                      | サンデースポーツ                 |
| 22 時 台 | 40 | 映像の世紀バタフライエフェクト                                                                            | 【ドラマ10】                                                                                              | 歴史探偵                                                                                                  | SONGS | 時をかけるテレビ～いま見たいこの1本～                                                                     | NHKスペシャル                      | ニュース・気象情報               |
| 22 時 台 | 45 | 夜ドラ | 夜ドラ | 夜ドラ | 夜ドラ | 時をかけるテレビ～いま見たいこの1本～                                                                     | NHKスペシャル                      | Doki Doki! NHKワールドJAPAN      |
| 22 時 台 | 50 | 夜ドラ | 夜ドラ | 夜ドラ | 夜ドラ | 時をかけるテレビ～いま見たいこの1本～                                                                     | ミニ番組                           | ミニ番組                         |
| 22 時 台 | 55 | 夜ドラ | 夜ドラ | 夜ドラ | 夜ドラ | 時をかけるテレビ～いま見たいこの1本～                                                                     | ニュース・気象情報                 | ミニ番組                         |
| 23 時 台 | 00 | ザ・バックヤード知の迷宮の裏側探訪                                                                        | ワルイコあつまれ                                                                                          | すこぶるアガるビル                                                                                        | 所さん!事件ですよ （再放送）                                                                              | 時をかけるテレビ～いま見たいこの1本～                                                                     | Venue101                           | 海外連続ドラマ                   |
| 23 時 台 | 15 | ザ・バックヤード知の迷宮の裏側探訪                                                                        | ワルイコあつまれ                                                                                          | すこぶるアガるビル                                                                                        | 所さん!事件ですよ （再放送）                                                                              | 時をかけるテレビ～いま見たいこの1本～                                                                     | Venue101                           | 海外連続ドラマ                   |
| 23 時 台 | 30 | ニュース・気象情報                                                                                        | ニュース・気象情報                                                                                        | ニュース・気象情報                                                                                        | ニュース・気象情報                                                                                        | ニュース・気象情報                                                                                        | 漫画家イエナガの複雑社会を超定義   | 海外連続ドラマ                   |
| 23 時 台 | 35 | 時論公論                                                                                                  | 時論公論                                                                                                  | 時論公論                                                                                                  | 時論公論                                                                                                  | 時論公論                                                                                                  | 漫画家イエナガの複雑社会を超定義   | 海外連続ドラマ                   |
| 23 時 台 | 45 | ミニ番組                                                                                                  | ミニ番組                                                                                                  | ミニ番組                                                                                                  | ミニ番組                                                                                                  | ミニ番組                                                                                                  | アニメ枠                           | 海外連続ドラマ                   |
| 23 時 台 | 50 | 再放送枠 or ミッドナイトチャンネル                                                                        | 再放送枠 or ミッドナイトチャンネル                                                                        | 再放送枠 or ミッドナイトチャンネル                                                                        | 再放送枠 or ミッドナイトチャンネル                                                                        | 再放送枠 or ミッドナイトチャンネル                                                                        | アニメ枠                           | 海外連続ドラマ                   |
| 24 時 台 | 00 | 再放送枠 or ミッドナイトチャンネル                                                                        | 再放送枠 or ミッドナイトチャンネル                                                                        | 再放送枠 or ミッドナイトチャンネル                                                                        | 再放送枠 or ミッドナイトチャンネル                                                                        | 再放送枠 or ミッドナイトチャンネル                                                                        | アニメ枠                           | ドキュメント20min                |
| 24 時 台 | 10 | 再放送枠 or ミッドナイトチャンネル                                                                        | 再放送枠 or ミッドナイトチャンネル                                                                        | 再放送枠 or ミッドナイトチャンネル                                                                        | 再放送枠 or ミッドナイトチャンネル                                                                        | 再放送枠 or ミッドナイトチャンネル                                                                        | レギュラー番組への道               | ドキュメント20min                |
| 24 時 台 | 20 | 再放送枠 or ミッドナイトチャンネル                                                                        | 再放送枠 or ミッドナイトチャンネル                                                                        | 再放送枠 or ミッドナイトチャンネル                                                                        | 再放送枠 or ミッドナイトチャンネル                                                                        | 再放送枠 or ミッドナイトチャンネル                                                                        | レギュラー番組への道               | ドキュメント20min                |
| 24 時 台 | 25 | 再放送枠 or ミッドナイトチャンネル                                                                        | 再放送枠 or ミッドナイトチャンネル                                                                        | 再放送枠 or ミッドナイトチャンネル                                                                        | 再放送枠 or ミッドナイトチャンネル                                                                        | 再放送枠 or ミッドナイトチャンネル                                                                        | レギュラー番組への道               | ミニ番組                         |
| 24 時 台 | 35 | 再放送枠 or ミッドナイトチャンネル                                                                        | 再放送枠 or ミッドナイトチャンネル                                                                        | 再放送枠 or ミッドナイトチャンネル                                                                        | 再放送枠 or ミッドナイトチャンネル                                                                        | 再放送枠 or ミッドナイトチャンネル                                                                        | レギュラー番組への道               | ミッドナイトチャンネル           |
| 24 時 台 | 40 | 再放送枠 or ミッドナイトチャンネル                                                                        | 再放送枠 or ミッドナイトチャンネル                                                                        | 再放送枠 or ミッドナイトチャンネル                                                                        | 再放送枠 or ミッドナイトチャンネル                                                                        | 再放送枠 or ミッドナイトチャンネル                                                                        | 再放送枠 or ミッドナイトチャンネル | ミッドナイトチャンネル           |
| 24 時 台 | 45 | 再放送枠 or ミッドナイトチャンネル                                                                        | 再放送枠 or ミッドナイトチャンネル                                                                        | 再放送枠 or ミッドナイトチャンネル                                                                        | 再放送枠 or ミッドナイトチャンネル                                                                        | 再放送枠 or ミッドナイトチャンネル                                                                        | 再放送枠 or ミッドナイトチャンネル | ミッドナイトチャンネル           |
| 25 時 台 | ＼ | 再放送枠 or ミッドナイトチャンネル                                                                        | 再放送枠 or ミッドナイトチャンネル                                                                        | 再放送枠 or ミッドナイトチャンネル                                                                        | 再放送枠 or ミッドナイトチャンネル                                                                        | 再放送枠 or ミッドナイトチャンネル                                                                        | 再放送枠 or ミッドナイトチャンネル | ミッドナイトチャンネル           |

### 放送時間
24時以後は実際の日付では翌日にあたる。
| 年度                    | 放送開始                         | 放送終了                                            | 備考 | 備考 |
| ----------------------- | -------------------------------- | --------------------------------------------------- | --- | --- |
| 1953年                  | 12:00                            | 21:00                                               | 中断 13:30 - 18:30 （ただし土・日・祝日は不定期で「スペシャルイベント」と題した特別放送をする日があり、その日は終日放送だった） | 中断 13:30 - 18:30 （ただし土・日・祝日は不定期で「スペシャルイベント」と題した特別放送をする日があり、その日は終日放送だった） |
| 1954年                  | 11:55                            | 21:10→21:30                                         | 中断 13:40 - 18:00 （ただし土・日・祝日は不定期で「スペシャルイベント」と題した特別放送をする日があり、その日は終日放送だった） 10月以後放送終了繰り下げ。 | 中断 13:40 - 18:00 （ただし土・日・祝日は不定期で「スペシャルイベント」と題した特別放送をする日があり、その日は終日放送だった） 10月以後放送終了繰り下げ。 |
| 1955年                  | 11:30                            | 21:30                                               | 中断 13:30 - 18:00 （平日のみ。土・日・祝日は「スペシャルイベント」と題した特別放送があり、終日放送だった） | 中断 13:30 - 18:00 （平日のみ。土・日・祝日は「スペシャルイベント」と題した特別放送があり、終日放送だった） |
| 1956年                  | 11:30                            | 22:00                                               | 中断 13:10 - 18:00 （平日のみ。土・日・祝日は「スペシャルイベント」と題した特別放送があり、終日放送だった） | 中断 13:10 - 18:00 （平日のみ。土・日・祝日は「スペシャルイベント」と題した特別放送があり、終日放送だった） |
| 1957年                  | 11:30                            | 22:30                                               | 中断 13:35 - 18:00 （平日のみ。土・日・祝日は「スペシャルイベント」と題した特別放送があり、終日放送だった） | 中断 13:35 - 18:00 （平日のみ。土・日・祝日は「スペシャルイベント」と題した特別放送があり、終日放送だった） |
| 1958年                  | 7:30→7:00                        | 23:00→23:07                                         | 中断 8:30 - 10:58、13:40 - 18:00 （平日と土曜日午前のみ。土曜午後と日曜は終日放送） 10月以後放送開始繰り上げ。 | 中断 8:30 - 10:58、13:40 - 18:00 （平日と土曜日午前のみ。土曜午後と日曜は終日放送） 10月以後放送開始繰り上げ。 |
| 1959年                  | 7:00                             | 23:10                                               | 中断 8:15 - 11:00、13:40 - 18:00 （平日と土曜日午前のみ。土曜午後と日曜は終日放送） | 中断 8:15 - 11:00、13:40 - 18:00 （平日と土曜日午前のみ。土曜午後と日曜は終日放送） |
| 1960年                  | 7:00                             | 23:15                                               | 中断 8:15 - 10:30、14:15 - 17:50 （平日と土曜日午前のみ。土曜午後と日曜は終日放送） | 中断 8:15 - 10:30、14:15 - 17:50 （平日と土曜日午前のみ。土曜午後と日曜は終日放送） |
| 1961年                  | 6:30                             | 23:45                                               | 中断 9:00 - 10:00、14:38 - 17:30 （平日と土曜日午前のみ。土曜午後と日曜は終日放送） 土・日は23:50終了。 | 中断 9:00 - 10:00、14:38 - 17:30 （平日と土曜日午前のみ。土曜午後と日曜は終日放送） 土・日は23:50終了。 |
| 1962年                  | 6:25                             | 23:50                                               | 平日の中断が廃止され、終日放送に | 平日の中断が廃止され、終日放送に |
| 1963年 - 1974年1月15日  | 6:00                             | 23:58                                               | | |
| 1974年1月16日 - 3月31日 | 6:00                             | 23:00                                               | 中断 14:35 - 15:30（平日のみ） 第1期オイルショックにより放送時間短縮。 | 中断 14:35 - 15:30（平日のみ） 第1期オイルショックにより放送時間短縮。 |
| 1974年4月1日 - 9月8日   | 6:00                             | 23:15                                               | 中断 15:05 - 16:25（平日のみ） 第1期オイルショックにより放送時間短縮。 | 中断 15:05 - 16:25（平日のみ） 第1期オイルショックにより放送時間短縮。 |
| 1974年9月9日 - 1983年   | 6:00                             | 23:15                                               | 1974年9月9日付をもって日中の中断廃止 1975年度より土曜日に限り、さらに1978年度より金曜・土曜はのちに『夜の指定席』放送開始に伴い23:58（正確には23:57.30秒）まで放送時間を延長。 | 1974年9月9日付をもって日中の中断廃止 1975年度より土曜日に限り、さらに1978年度より金曜・土曜はのちに『夜の指定席』放送開始に伴い23:58（正確には23:57.30秒）まで放送時間を延長。 |
| 1984年 - 1991年         | 6:00                             | 23:58 （正確には23:57.30秒）                        | 月 - 木・日曜の23時台の放送を延長 1988年9月18日 - 1989年1月7日までは暫定的に24時間放送 （当初23:57 - 6:00→1988年11月-1989年1月は0:57 - 6:00にフィラー、 1988年11月 - 1989年3月までは23:57 - 0:57に臨時でNHK特集などのアンコール放送を実施）。 1989年度の金曜は0:52まで時間を拡大してNHK初の日またぎ編成を実施。 1990年から土曜のみ0:30（1991年は0:15）まで放送時間拡大。 | 月 - 木・日曜の23時台の放送を延長 1988年9月18日 - 1989年1月7日までは暫定的に24時間放送 （当初23:57 - 6:00→1988年11月-1989年1月は0:57 - 6:00にフィラー、 1988年11月 - 1989年3月までは23:57 - 0:57に臨時でNHK特集などのアンコール放送を実施）。 1989年度の金曜は0:52まで時間を拡大してNHK初の日またぎ編成を実施。 1990年から土曜のみ0:30（1991年は0:15）まで放送時間拡大。 |
| 1992年                  | 5:57                             | 23:58 （正確には23:57.30秒）                        | 土曜は0:03までで事実上日またぎ編成は一旦中断。 | 土曜は0:03までで事実上日またぎ編成は一旦中断。 |
| 1993年                  | 5:57                             | 月 - 木 0:05 金 0:10 土 0:20 日 0:00                | 金・土曜日の日またぎ編成を本格再開。 | 金・土曜日の日またぎ編成を本格再開。 |
| 1994年                  | 5:55→5:50                        | 平日 0:05 土 0:20 日 0:00                           | | |
| 1995年                  | 5:00                             | 平日 1:00 土 1:30 日 0:00                           | 放送時間を拡大、早朝5時台、深夜24時台に定時番組を編成 | 放送時間を拡大、早朝5時台、深夜24時台に定時番組を編成 |
| 1996年                  | 5:00                             | 月 - 木 2:00 金・土 24時間放送（5:00起点） 日 0:00  | 深夜放送を拡大、金・土曜は24時間放送を実施。 | 深夜放送を拡大、金・土曜は24時間放送を実施。 |
| 1997年 - 1999年         | 5:00                             | 月 - 土 24時間放送（5:00起点） 日 0:00              | 日曜深夜を除き24時間放送完全実施。 | 日曜深夜を除き24時間放送完全実施。 |
| 2000年4月 - 6月         | 5:00                             | 第1・3日曜1:00 その他の曜日は24時間放送（5:00起点） | 第1・3週を除き日曜日も24時間放送開始 | 第1・3週を除き日曜日も24時間放送開始 |
| 2000年7月 - 2004年3月   | 5:00                             | 24時間放送 （起点時間は左記参照）                   | 日曜日の24時間放送完全実施（放送休止は主に第1・3日曜を中心として各局任意設定に） | 日曜日の24時間放送完全実施（放送休止は主に第1・3日曜を中心として各局任意設定に） |
| 2004年4月 - 2005年9月   | 4:30                             | 24時間放送 （起点時間は左記参照）                   | 放送休止は主に日曜深夜（月に1・2週程度）に各局任意で設定。 | |
| 2005年10月 - 2008年3月  | 4:20                             | 24時間放送 （起点時間は左記参照）                   | 放送休止は主に日曜深夜（月に1・2週程度）に各局任意で設定。 | |
| 2008年4月 - 2018年3月   | 4:15                             | 24時間放送 （起点時間は左記参照）                   | 放送休止は主に日曜深夜（月に1・2週程度）に各局任意で設定。 | |
| 2018年4月 - 2022年3月   | 火 - 金曜 4:00 月・土・日曜 4:15 | 24時間放送 （起点時間は左記参照）                   | 放送休止は主に日曜深夜（月に1・2週程度）に各局任意で設定。 | 火 - 金曜日放送分のジャンクションは2018年4月 - 2020年9月まで3:48 - 3:50、2020年10月 - 2022年3月は4:33 - 4:35に放送。 |
| 2022年4月 - 現在        | 月 - 土曜 4:00 日曜 4:15         | 24時間放送 （起点時間は左記参照）                   | 放送休止は主に日曜深夜（月に1・2週程度）に各局任意で設定。 | ただし、大相撲本場所期間中はジャンクションを25分前倒して放送 |

## 視聴率
1955年5月から1963年1月までの各年最高世帯視聴率（全て東京地区・電通調べ）
| 年度 | 番組名              | 視聴率 |
| ---- | ------------------- | ------ |
| 1955 | ジェスチャー        | 42.7%  |
| 1956 | 大相撲 13日目       | 72.8%  |
| 1958 | 私の秘密            | 64.9%  |
| 1959 | 日米水上 3日目      | 70.7%  |
| 1960 | 私の秘密            | 46.3%  |
| 1961 | ジェスチャー        | 44.8%  |
| 1962 | 事件記者            | 48.1%  |
| 1963 | 大相撲初場所 千秋楽 | 42.5%  |

1962年12月3日から2024年12月31日までの各年最高世帯視聴率（全て関東地区・ビデオリサーチ調べ） 
※NHK紅白歌合戦を除く。
| 年度 | 番組名                                                                             | 放送日時                                            | 視聴率            |
| ---- | ---------------------------------------------------------------------------------- | --------------------------------------------------- | ----------------- |
| 1962 | ジェスチャー                                                                       | 12月18日（火）19:30〜20:00                          | 37.6%             |
| 1963 | ボリショイサーカス中継                                                             | 7月16日（火）19:30〜20:15                           | 55.3%             |
| 1964 | オリンピック東京大会 バレーボール女子決勝 日本×ソビエト                            | 10月23日（金）19:37〜21:32                          | 80.3%             |
| 1965 | ついに帰らなかった吉展ちゃん                                                       | 7月5日（月）7:35〜8:00                              | 59.0%             |
| 1966 | 連続テレビ小説 おはなはん                                                          | 9月19日（月）8:15〜8:30                             | 56.4%             |
| 1967 | 連続テレビ小説 おはなはん                                                          | 1月19日（木）8:15〜8:30                             | 55.7%             |
| 1968 | 連続テレビ小説 旅路                                                                | 3月9日（土）8:15〜8:30                              | 56.9%             |
| 1969 | 連続テレビ小説 あしたこそ                                                          | 1月31日（金）8:15〜8:30                             | 55.5%             |
| 1970 | 連続テレビ小説 信子とおばあちゃん                                                  | 4月3日（金）8:15〜8:30                              | 46.8%             |
| 1971 | 連続テレビ小説 繭子ひとり                                                          | 8月31日（火）8:15〜8:30                             | 55.0%             |
| 1972 | 第20回オリンピック ミュンヘン大会 （バレーボール女子決勝 日本×ソビエト、陸上競技） | 9月8日（金）7:21〜8:12                              | 58.7%             |
| 1973 | 連続テレビ小説 北の家族                                                            | 11月10日（土）8:15〜8:30                            | 51.7%             |
| 1974 | 連続テレビ小説 鳩子の海                                                            | 11月30日（土）8:15〜8:30                            | 52.8%             |
| 1975 | 連続テレビ小説 鳩子の海                                                            | 3月22日（土）8:15〜8:30                             | 53.3%             |
| 1976 | 連続テレビ小説 雲のじゅうたん                                                      | 9月14日（火）8:15〜8:30                             | 48.7%             |
| 1977 | 連続テレビ小説 風見鶏                                                              | 10月4日（火）8:15〜8:30                             | 48.2%             |
| 1978 | 連続テレビ小説 おていちゃん                                                        | 9月11日（月）8:15〜8:30                             | 50.0%             |
| 1979 | 連続テレビ小説 マー姉ちゃん                                                        | 9月25日（火）8:15〜8:30                             | 49.9%             |
| 1980 | 連続テレビ小説 鮎のうた                                                            | 3月6日（木）8:15〜8:30                              | 49.1%             |
| 1981 | 大相撲初場所 千秋楽                                                                | 1月25日（日）16:37〜18:00                           | 52.2%             |
| 1982 | ニュース・天気予報（台風18号）                                                     | 9月12日（日）19:00〜19:20                           | 50.0%             |
| 1983 | 連続テレビ小説 おしん                                                              | 11月12日（土）8:15〜8:30                            | 62.9%             |
| 1984 | 連続テレビ小説 おしん 最終回                                                       | 3月31日（土）8:15〜8:30                             | 59.4%             |
| 1985 | 連続テレビ小説 澪つくし 最終回                                                     | 10月5日（土）8:15〜8:30                             | 55.3%             |
| 1986 | 連続テレビ小説 はね駒                                                              | 8月30日（土）8:15〜8:30                             | 49.7%             |
| 1987 | 大河ドラマ 独眼竜政宗 最終回                                                       | 12月13日（日）20:00〜20:45                          | 47.8%             |
| 1988 | 連続テレビ小説 ノンちゃんの夢                                                      | 9月24日（土）8:15〜8:30                             | 50.6%             |
| 1989 | NHKニューススペシャル 昭和天皇大喪                                                 | 2月24日（金）8:30〜13:10 13:35〜16:00               | 44.5% 39.2%       |
| 1990 | 連続テレビ小説 和っこの金メダル                                                    | 3月10日（土）8:15〜8:30                             | 40.5%             |
| 1991 | 連続テレビ小説 京、ふたり                                                          | 1月19日（土）8:15〜8:30                             | 41.6%             |
| 1992 | 連続テレビ小説 おんなは度胸                                                        | 9月17日（木）8:15〜8:30                             | 45.4%             |
| 1993 | 連続テレビ小説 ええにょぼ                                                          | 9月4日（土）8:15〜8:30                              | 44.5%             |
| 1994 | 細川総理記者会見                                                                   | 1月21日（金）17:45〜18:01                           | 38.9%             |
| 1995 | 大相撲初場所 千秋楽                                                                | 1月22日（日）16:11〜18:02                           | 38.3%             |
| 1996 | アトランタオリンピック（男子マラソン）                                             | 8月4日（日）19:20〜22:50                            | 43.0%             |
| 1997 | 連続テレビ小説 ふたりっ子                                                          | 1月28日（火）8:15〜8:30                             | 31.6%             |
| 1998 | ワールドカップサッカーフランス'98 日本×クロアチア                                  | 6月20日（土）21:00〜21:22 21:22〜23:30              | 35.4% 60.9%       |
| 1999 | 連続テレビ小説 すずらん                                                            | 9月17日（金）8:15〜8:30                             | 30.4%             |
| 2000 | シドニーオリンピック サッカー男子準々決勝 日本×アメリカ                            | 9月23日（土）17:45〜18:50 18:58〜20:50              | 29.6% 42.3%       |
| 2001 | 連続テレビ小説 ちゅらさん                                                          | 9月11日（火）8:15〜8:30                             | 29.3%             |
| 2002 | 2002FIFAワールドカップTM 決勝 ドイツ×ブラジル                                      | 6月30日（日）19:20〜20:49 20:57〜22:30              | 50.2% 65.6%       |
| 2003 | 大相撲初場所 7日目                                                                 | 1月18日（土）17:37〜18:00                           | 27.0%             |
| 2004 | ニュース（台風22号）                                                               | 10月9日（土）17:00〜17:30                           | 37.7%             |
| 2005 | 首都圏ニュース845（茨城南部で震度5弱の地震）                                       | 10月19日（水）20:45〜21:00                          | 35.5%             |
| 2006 | 2006FIFAワールドカップ 日本×オーストラリア                                         | 6月12日（月）21:50〜24:25                           | 49.0%             |
| 2007 | ニュースウオッチ9（台風9号）                                                       | 9月6日（木）21:00〜22:00                            | 26.2%             |
| 2008 | 北京オリンピック 開会式                                                            | 8月8日（金）20:55〜25:10                            | 37.3%             |
| 2009 | 大相撲初場所 千秋楽                                                                | 1月25日（日）17:00〜18:00                           | 27.1%             |
| 2010 | 2010FIFAワールドカップTM 日本×カメルーン                                           | 6月14日（月）22:50〜23:51 23:54〜24:55              | 44.9% 45.5%       |
| 2011 | NHKニュース7（「東北関東大震災」関連）                                             | 3月19日（土）19:00〜20:00                           | 29.8%             |
| 2012 | ロンドンオリンピック サッカー女子予選 日本×スウェーデン                            | 7月28日（土）20:00〜20:47 20:55〜21:50 21:50〜22:05 | 24.3% 30.8% 27.8% |
| 2013 | ニュース（「茨城南部 震度5弱」関連）                                               | 11月10日（日）7:39〜7:55                            | 30.7%             |
| 2014 | 2014FIFAワールドカップTM 日本×コートジボワール                                     | 6月15日（日）9:45〜10:59 10:59〜12:03               | 42.6% 46.6%       |
| 2015 | 連続テレビ小説 あさが来た                                                          | 12月4日（金）8:00〜8:15                             | 27.2%             |
| 2016 | 連続テレビ小説 あさが来た 最終回                                                   | 4月2日（土）8:00〜8:15                              | 27.0%             |
| 2017 | 大相撲春場所 千秋楽 連続テレビ小説 ひよっこ                                        | 3月26日（日）17:00〜18:10 9月28日（木）8:00〜8:15   | 24.4%             |
| 2018 | 2018FIFAワールドカップ 日本×コロンビア                                             | 6月19日（火）20:45〜21:50 21:53〜23:00              | 42.8% 48.7%       |
| 2019 | ラグビーワールドカップ2019日本大会 日本×南アフリカ                                 | 10月20日（日）19:10〜21:26                          | 41.6%             |
| 2020 | NHKニュース7（新型コロナ・政府が緊急事態宣言）                                     | 4月7日（火）19:00〜19:30 19:30〜20:00               | 26.3% 26.8%       |
| 2021 | 東京2020オリンピック 開会式                                                        | 7月23日（金）19:56〜23:51                           | 56.4%             |
| 2022 | FIFAワールドカップ2022 日本×ドイツ                                                 | 11月23日（水）21:50〜24:00                          | 36.8%             |
| 2023 | NHKニュース7（「千葉県で震度5弱の地震」関連）                                      | 5月26日（金）19:00〜19:30                           | 20.5%             |
| 2024 | NHKニュース7 / MLBソウルシリーズ2024 開幕戦 ドジャース×パドレス                    | 3月20日（水）19:00〜19:41 19:41〜22:20              | 25.7% 24.9%       |

## 編成方針
地上波放送の特性を生かして、地域対象番組も放送している。主に、平日11時台、17 - 18時台、20時45分 - 21時、金曜日の19時30分 - 20時43分など。デジタル放送のデータ放送では地域のニュースや生活情報を見ることができる。
震度5弱以上の地震が発生した時や猛烈な勢力を持った台風が日本列島に接近したときは、予定していた番組を変更・休止してニュースを放送する。台風や梅雨により長雨が生じる場合は終夜放送を行う。
ゴールデン・プライムタイムのレギュラー番組は、一部を除き基本となるウィークリー編成と、月1回程度随時編成するマンスリー編成が組まれており、ウィークリー編成では特に月末の時期を中心に「○○選」と称した過去放送のアンコール枠に充てられる場合があり（連続ドラマや生放送番組などの例外あり）、実質新作が月2 - 3本程度のものが多い。
また、季節特番もある。民放では春季・秋季の番組改編時と年末年始を中心としてゴールデンタイムの特番を組むが、NHKでは改編期ではなく、帰省で視聴者層が多くなるお盆（8月中旬）と年末年始および祝日に特別編成を集中的に組んでいる。

## デジタル放送
マルチ編成は基本的にはプロ野球やオリンピック中継とNHKニュース7が重なる場合や大相撲中継と同時間帯に放送される注目度の高いスポーツ中継が重なる場合などに限られている。毎週日曜日の4:10 - 4:13に動作試験の形で定期的に行なわれる（番組は毎週変わるが、2チャンネルとも同じ番組である。また、平日も実施される場合がある）。
NHKプロ野球の場合、ローカル放送=宮城県・愛知県・九州沖縄など一部でも実施されているが、その場合、メインチャンネルは21時以降定時放送に戻るため途中で中継を飛び降りるが、サブチャンネルで継続して中継する事例がある。また、2006年4月から2007年3月までの間、静岡局では平日17:30 - 18:00の間、「ゆうどきネットワーク」（011）と「ゆうどきネットワーク東海・北陸」（012）のマルチ編成をレギュラー編成で行っていた。2013年からは、土曜のデーゲーム中継についても『土曜スタジオパーク』（13:50 - 14:50）の時間帯に、サブチャンネルでの中継を実施している。
総合テレビのマルチ編成はメインチャンネル（011）、サブチャンネル（012）とも標準画質でNHK BS、三重テレビなどのようにメインチャンネルが、チバテレのようにサブチャンネルもハイビジョン画質にはなっていない。
総合テレビのマルチ編成は、NHK BS、BS日テレ、WOWOW、サンテレビジョンとは異なり色ボタンでは、選局できない。
全編4:3で収録した一部の番組および一部の番組案内スポット（両サイドにグレーのサイドパネルがついているもの）では4:3テレビ使用時の場合、自動的に4:3に映像が拡大される画角情報を付けていた。これは教育テレビでも同様であった。ただし、勢力の強い低気圧や台風関連の情報などL字画面を表示する場合はその間だけ4:3の映像拡大はされない（レターボックスのまま）。2010年代中頃以降は4:3収録番組を放送する場合は画角情報ではなくサイドパネルを付けて放送している（一部を除きサイドパネル部分に「番組名・初回放送年」を表示）。
双方向番組に参加する際、事前に「かんたん登録」で名前（1人分のみ）・住所・電話番号を受信機に登録する必要があった。これはBShi、教育テレビのデータ放送でも設定可能だが、BShi・総合・教育のいずれかのチャンネルで1度登録すれば、NHK衛星波・地上波の双方向番組のすべてに参加できる（いずれかのチャンネルで1度登録すれば修正がない限り別のチャンネルで新たに登録する必要はない）。なお、「かんたん登録」はデータ放送の大幅なリニューアルに伴い総合テレビ・教育テレビでは2011年3月27日、デジタル衛星ハイビジョン同年3月31日で終了し、同年4月1日以降は登録した情報が自動的に消去される。
デジタル放送開始に伴い、県域テレビ放送が皆無だった茨城県での県域放送を開始。2012年4月1日から新たに栃木県と群馬県で県域放送が開始された。しかし、南関東4都県については、新たに親局の送信施設設置が必要となることや、現在でも「首都圏」としての一体的需要があることなどから、デジタル化完了後に改めて実施の是非を検討するとの表現にとどまった。

### 移行期間における独自編成
2003年12月1日から順次開始されている地上デジタルテレビジョン放送（地デジ）を活かし、全国放送のほぼすべての番組がハイビジョン方式で制作・放送されている。標準画質マルチ放送は最大3チャンネル取れるが、NHK総合では現在011と012（あるいは031と032）のみで行われており、013（033）は使用されていない。なお、2005年12月までデジタル放送では以下のように独自の差し替え番組があった。
- 日曜 11:00 - 11:45 「地球!ふしぎ大自然」（先行放送）2005年9月で終了（アナログ放送では「日曜スタジオパーク」と「食彩浪漫」）
- 日曜 13:05 - 13:50 「大河ドラマ」（先行放送）2005年12月で終了（なお、2004年1月から2005年3月までは、13:00 - 13:45の放送だった。アナログ放送では「笑いがいちばん」と「ふだん着の温泉」と「みんなのうた」）
- 土曜 14:00 - 14:45 「NHK歌謡コンサート」（再放送）2005年9月で再放送終了（アナログ放送では「土曜スタジオパーク」）

近畿圏では2010年4月より夕方時間帯で地上デジタル放送告知番組の差し替えを行っていた。
- 月曜 - 金曜 16:50 - 16:55「にっぽん木造駅舎の旅」（アナログの総合テレビでは「目指せ!地デジ芸人 ウーイェイ」（全20回、同じ内容を繰り返し放送）[注 34]

現在はスポーツ中継（NHKプロ野球、大リーグ他）で不定期に行う程度になっている（この場合、所定時間終了後の延長は012（または032）で行われるが、電波の運用管理の都合上、概ね次の定時番組が開始されるまではフィラー（映像散歩他）を流す場合がある）。

## 放送形態
午前4:00を起点とする24時間放送（原則として毎月第1・3日曜深夜=月曜未明の深夜は各局任意で放送休止、ないしは減力放送を行う地域あり）。ただし、ジャンクションの放送については2018 - 20年度前期は平日は3:48、土曜日・日曜日は4:13に、2020年度後期と2021年度は平日は4:33（土・日は変更なし）、2022年度から日曜のみ変更なしの4:13、他は3:58に行われている。
放送設備点検が行われる日の休止告知については、2000年6月までは全国一斉だったため、東京の放送センターから放送されていたが、2000年7月以後各局任意（減力放送を含む）となってからは、局により、事前収録した素材・録音（東京など）、ないしは当日の宿直アナウンサーが生放送（大阪など多くの地方局）でアナウンスしたものが放送され、東京では減力を行う場合でも国歌演奏・国旗掲揚→調整猫・犬を挟んで出力減力（一部中継局休止）に切り替えて、次の番組を放送していた。この場合、2003年以後デジタル放送は完全に放送休止し、アナログは親局など多くで減力放送、一部郊外の中継局が休止となった事例もある。
2022年4月以後はいづれも東京で製作した東京スカイツリーの夜景空撮を撮影した事前収録素材を使用しており、2023年3月までは当該地域のみ、東京からの裏送り（東京が休止であれば同時放送）、またはその映像素材を録画して当該放送局から放送していたが、2023年4月以後は、休止の発生する都道府県が1つでもあれば東京からの映像素材をそのまま流し「一部の地域の総合テレビを休止します」とのアナウンスを放送している。
24時間放送に移行する前は、オイルショック発生の時期の放送時間短縮のころはブルーバックで放送終了告知、1983年度までは視聴者から寄せられた写真をバックに「夜もふけました。戸締り・火の元をもう一度お確かめください」という字幕をプリントしたものをかぶせて放送していたものがあった。1989年度までは24時以前の定時終了である場合、1990年度以後は24時以後であっても放送終了時にブルーバックによる放送終了のアナウンス→君が代演奏と国旗掲揚が放送されていた。1989年度までは24時をまたいだ場合は君が代・国旗が省略され、放送終了のアナウンスのみが行われていた。
多くの送信所はNHK-FM放送と送信施設を共有する箇所が多いので、放送休止はテレビとFMで併せることが多く、アナログ時代はそれが顕著に行われていた。デジタル完全移行後、同時休止しない日も度々発生している。
※なお、2004年より放送されている大相撲本場所（奇数月）の実況ダイジェスト「大相撲・幕内の全取組」の放送日に放送休止、あるいは減力放送がなされる場合は2005年9月までは4:00、同11月からは3:50までに休止・または減力を切り上げたことがあった（ただし、オープニング映像の国歌演奏・国旗掲揚、またはジャンクションは2021年度までは起点時間に流しており、局によっては起点時間まで放送休止となる場合もあった）が、2010年3月場所で未明の再放送が廃止されており、相撲期間中の休止切り上げは事実上なくなったが、2014年秋場所以後、本放送の時間が3:40から4:05に繰り下げられたため、再びメンテナンス休止・減力を3:40で切り上げる局（この場合でもオープニングの国歌演奏・国旗掲揚、ないしはジャンクションは起点前の4:13に行う）が発生している。2022年5月場所以後は、土曜日分が日曜日の3:50 - 4:15、その他は開催翌曜日の3:35 - 4:00に放送されるようになったため、オープニング、またはジャンクションは起点前、かつ同番組開始前の3:33（日曜3:48）に放送されている。
なお、デジタル総合のデータ放送は利用できない。
4:20起点時代、2007年末と2008年始では深夜番組特別編成の為、起点時間が繰り下げとなった日が存在した。

### ネットワーク

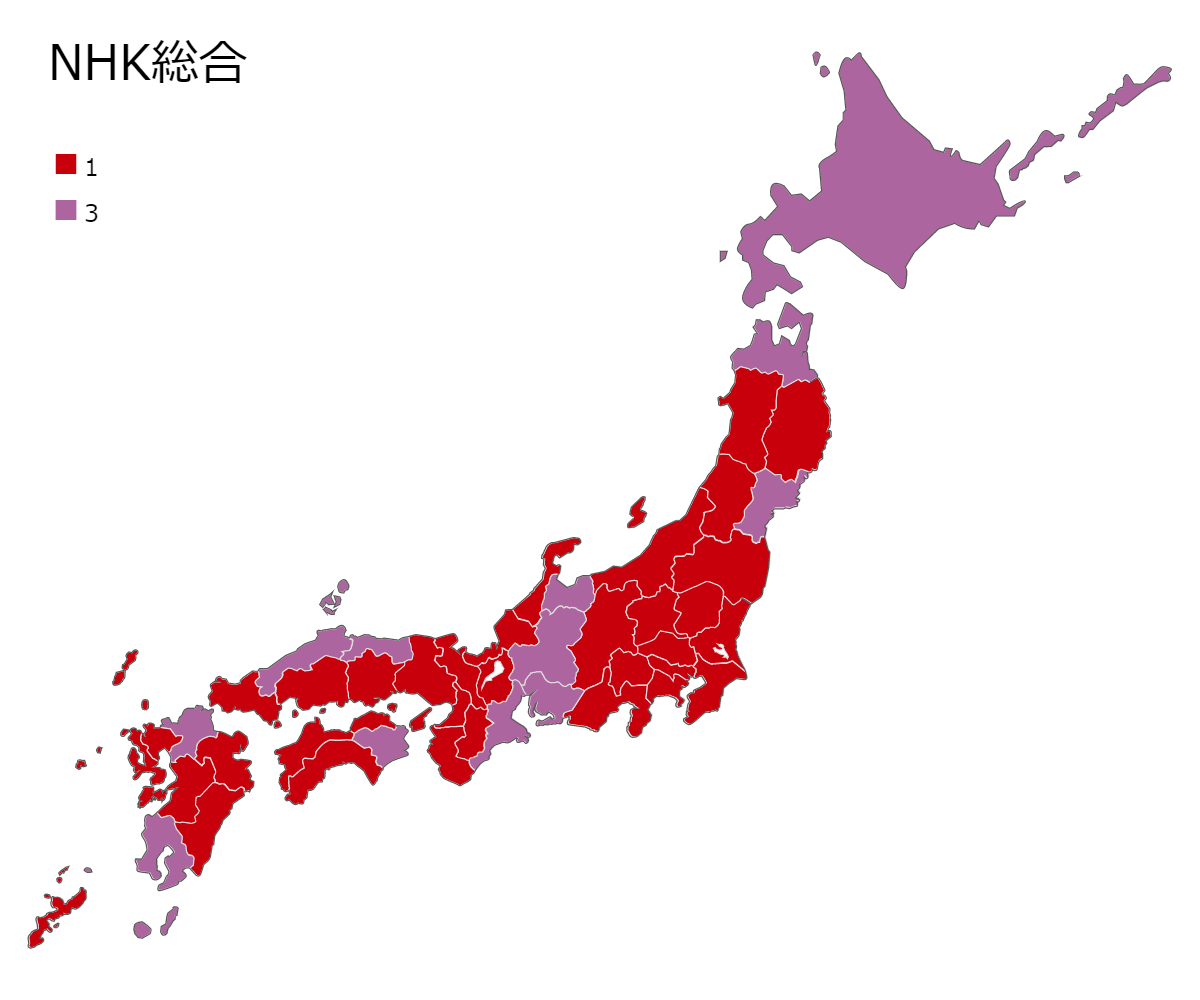
NHK総合のリモコンキーID

各放送局に関する情報は日本放送協会放送局の一覧を参照。
- 南関東1都3県以外は県域放送を基本とするが、北海道と福岡県は地域別放送を行っている。
- 太字は拠点局。
- 呼出符号（コールサイン）は、ラジオ第1放送の「JO◇◇」の後ろに「-DTV」が付加される。アナログ放送では「-TV」であった。
- デジタル放送のリモコンキーIDはラジオ第1放送にちなんだ「1」[注 35]（地図の赤く塗られている箇所の都道府県）が原則であるが、「1」に民放が割り当てられている地域に限り「3」（同じく青く塗られている箇所の都道府県）となる（原因は後述）。
- アナログ放送のガイドチャンネルは全国一律80chであった。

| ブロック    | 放送局               | デジタル | デジタル         | デジタル | デジタル         | デジタル       | アナログ         | アナログ           | アナログ                | アナログ       | アナログ       |
| ブロック    | 放送局               | ID       | 呼出符号         | 物理ch   | 空中線 電力（W） | 放送開始日     | 呼出符号         | 物理ch             | 空中線 電力 （映像：W） | 放送開始日     | 放送終了日     |
| ----------- | -------------------- | -------- | ---------------- | -------- | ---------------- | -------------- | ---------------- | ------------------ | ----------------------- | -------------- | -------------- |
| 北海道      | 札幌                 | 3        | JOIK-DTV         | 015ch    | 003k             | 2006年06月01日 | JOIK-TV          | 03ch VHF           | 010k                    | 1956年12月22日 | 2011年07月24日 |
| 北海道      | 函館                 | 3        | JOVK-DTV         | 018ch    | 001k             | 2007年10月01日 | JOVK-TV          | 04ch VHF           | 001k                    | 1957年03月22日 | 2011年07月24日 |
| 北海道      | 旭川                 | 3        | JOCG-DTV         | 015ch    | 001k             | 2007年10月01日 | JOCG-TV          | 09ch VHF           | 001k                    | 1958年12月28日 | 2011年07月24日 |
| 北海道      | 帯広                 | 3        | JOOG-DTV         | 015ch    | 001k             | 2007年10月01日 | JOOG-TV          | 04ch VHF           | 001k                    | 1959年12月24日 | 2011年07月24日 |
| 北海道      | 釧路                 | 3        | JOPG-DTV         | 033ch    | 001k             | 2007年10月01日 | JOPG-TV          | 09ch VHF           | 001k                    | 1959年12月28日 | 2011年07月24日 |
| 北海道      | 北見（網走送信所）   | 3        | JOKP-DTV         | 018ch    | 001k             | 2007年10月01日 | JOKP-TV          | 03ch VHF           | 001k                    | 1961年04月05日 | 2011年07月24日 |
| 北海道      | 室蘭                 | 3        | JOIQ-DTV         | 024ch    | 001k             | 2007年10月01日 | JOIQ-TV          | 09ch VHF           | 001k                    | 1958年11月27日 | 2011年07月24日 |
| 東北        | 仙台                 | 3        | JOHK-DTV         | 017ch    | 003k             | 2005年12月01日 | JOHK-TV          | 03ch VHF           | 010k                    | 1956年03月21日 | 2012年03月31日 |
| 東北        | 秋田                 | 1        | JOUK-DTV         | 048ch    | 001k             | 2005年12月01日 | JOUK-TV          | 09ch VHF           | 005k                    | 1959年12月25日 | 2011年07月24日 |
| 東北        | 山形                 | 1        | JOJG-DTV         | 014ch    | 001k             | 2005年12月01日 | JOJG-TV          | 08ch VHF           | 003k                    | 1959年12月19日 | 2011年07月24日 |
| 東北        | 鶴岡                 | 1        | （山形・中継局） | 034ch    | 0500             | 2006年12月01日 | JOJP-TV          | 03ch VHF           | 001k                    | 1960年02月27日 | 2011年07月24日 |
| 東北        | 盛岡                 | 1        | JOQG-DTV         | 014ch    | 001k             | 2005年12月01日 | JOQG-TV          | 04ch VHF           | 003k                    | 1958年12月28日 | 2012年03月31日 |
| 東北        | 福島                 | 1        | JOFP-DTV         | 015ch    | 003k             | 2005年12月01日 | JOFP-TV          | 09ch VHF           | 003k                    | 1959年04月01日 | 2012年03月31日 |
| 東北        | 青森                 | 3        | JOTG-DTV         | 016ch    | 001k             | 2005年12月01日 | JOTG-TV          | 03ch VHF           | 005k                    | 1959年03月22日 | 2011年07月24日 |
| 関東 甲信越 | 東京                 | 1        | JOAK-DTV         | 027ch    | 010k             | 2003年12月01日 | JOAK-TV          | 01ch VHF           | 050k                    | 1953年02月01日 | 2011年07月24日 |
| 関東 甲信越 | 長野（美ヶ原送信所） | 1        | JONK-DTV         | 017ch    | 001k             | 2006年04月01日 | JONK-TV          | 02ch VHF           | 001k                    | 1958年11月15日 | 2011年07月24日 |
| 関東 甲信越 | 新潟                 | 1        | JOQK-DTV         | 015ch    | 003k             | 2006年04月01日 | JOQK-TV          | 08ch VHF           | 005k                    | 1958年12月01日 | 2011年07月24日 |
| 関東 甲信越 | 甲府                 | 1        | JOKG-DTV         | 021ch    | 002k             | 2006年04月01日 | JOKG-TV          | 01ch VHF           | 003k                    | 1959年09月18日 | 2011年07月24日 |
| 関東 甲信越 | 前橋                 | 1        | JOTP-DTV         | 037ch    | 0100             | 2012年04月01日 | （東京・中継局） | 52ch UHF           | 0100                    | 1965年10月05日 | 2011年07月24日 |
| 関東 甲信越 | 水戸                 | 1        | JOEP-DTV         | 020ch    | 0300             | 2004年10月01日 | （東京・中継局） | 44ch UHF           | 0030                    | 1976年07月17日 | 2011年07月24日 |
| 関東 甲信越 | 宇都宮               | 1        | JOBP-DTV         | 047ch    | 0100             | 2012年04月01日 | （東京・中継局） | 29ch UHF→ 51ch UHF | 0100                    | 1980年10月03日 | 2011年07月24日 |
| 中部        | 名古屋               | 3        | JOCK-DTV         | 020ch    | 003k             | 2003年12月01日 | JOCK-TV          | 03ch VHF           | 010k                    | 1954年03月01日 | 2011年07月24日 |
| 中部        | 金沢                 | 1        | JOJK-DTV         | 015ch    | 001k             | 2006年07月01日 | JOJK-TV          | 04ch VHF           | 003k                    | 1957年12月23日 | 2011年07月24日 |
| 中部        | 静岡                 | 1        | JOPK-DTV         | 020ch    | 001k             | 2005年06月01日 | JOPK-TV          | 09ch VHF           | 001k                    | 1957年06月01日 | 2011年07月24日 |
| 中部        | 浜松                 | 1        | （静岡・中継局） | 020ch    | 001k             | 2005年06月01日 | JODG-TV          | 04ch VHF           | 001k                    | 1959年11月20日 | 2011年07月24日 |
| 中部        | 福井                 | 1        | JOFG-DTV         | 019ch    | 001k             | 2006年05月01日 | JOFG-TV          | 09ch VHF           | 003k                    | 1959年08月03日 | 2011年07月24日 |
| 中部        | 富山                 | 3        | JOIG-DTV         | 027ch    | 001k             | 2004年10月01日 | JOIG-TV          | 03ch VHF           | 003k                    | 1958年10月15日 | 2011年07月24日 |
| 中部        | 津                   | 3        | JONP-DTV         | 028ch    | 0500             | 2005年04月01日 | JONP-TV          | 31ch UHF           | 005k                    | 1973年04月02日 | 2011年07月24日 |
| 中部        | 岐阜                 | 3        | JOOP-DTV         | 029ch    | 0500             | 2004年11月01日 | JOOP-TV          | 39ch UHF           | 005k                    | 1973年02月17日 | 2011年07月24日 |
| 近畿        | 大阪                 | 1        | JOBK-DTV         | 024ch    | 003k             | 2003年12月01日 | JOBK-TV          | 02ch VHF           | 010k                    | 1954年03月01日 | 2011年07月24日 |
| 近畿        | 京都                 | 1        | JOOK-DTV         | 025ch    | 001k             | 2005年04月01日 | JOOK-TV          | 32ch UHF           | 010k                    | 1972年03月13日 | 2011年07月24日 |
| 近畿        | 神戸                 | 1        | JOPP-DTV         | 022ch    | 001k             | 2004年11月01日 | JOPP-TV          | 28ch UHF           | 010k                    | 1971年05月24日 | 2011年07月24日 |
| 近畿        | 和歌山               | 1        | JORP-DTV         | 023ch    | 0100             | 2005年06月01日 | JORP-TV          | 32ch UHF           | 001k                    | 1971年05月31日 | 2011年07月24日 |
| 近畿        | 奈良                 | 1        | JOUP-DTV         | 031ch    | 0100             | 2005年04月01日 | JOUP-TV          | 51ch UHF           | 001k                    | 1972年07月03日 | 2011年07月24日 |
| 近畿        | 大津                 | 1        | JOQP-DTV         | 026ch    | 0100             | 2005年04月01日 | JOQP-TV          | 28ch UHF           | 001k                    | 1971年04月01日 | 2011年07月24日 |
| 中国        | 広島                 | 1        | JOFK-DTV         | 014ch    | 003k             | 2006年10月01日 | JOFK-TV          | 03ch VHF           | 010k                    | 1956年03月21日 | 2011年07月24日 |
| 中国        | 福山                 | 1        | （広島・中継局） | 042ch    | 0100             | 2007年04月30日 | JODP-TV          | 01ch VHF           | 001k                    | 1960年03月01日 | 2011年07月24日 |
| 中国        | 岡山                 | 1        | JOKK-DTV         | 032ch    | 002k             | 2006年12月01日 | JOKK-TV          | 05ch VHF           | 010k                    | 1957年12月23日 | 2011年07月24日 |
| 中国        | 松江                 | 3        | JOTK-DTV         | 021ch    | 001k             | 2006年10月01日 | JOTK-TV          | 06ch VHF           | 001k                    | 1959年10月28日 | 2011年07月24日 |
| 中国        | 鳥取                 | 3        | JOLG-DTV         | 029ch    | 0100             | 2006年10月01日 | JOLG-TV          | 03ch VHF           | 001k                    | 1959年03月03日 | 2011年07月24日 |
| 中国        | 山口（防府送信所）   | 1        | JOUG-DTV         | 016ch    | 001k             | 2006年10月01日 | JOUG-TV          | 09ch VHF           | 001k                    | 1959年06月15日 | 2011年07月24日 |
| 四国        | 松山                 | 1        | JOZK-DTV         | 016ch    | 001k             | 2006年10月01日 | JOZK-TV          | 06ch VHF           | 005k                    | 1957年05月29日 | 2011年07月24日 |
| 四国        | 高知                 | 1        | JORK-DTV         | 015ch    | 001k             | 2006年10月01日 | JORK-TV          | 04ch VHF           | 001k                    | 1958年11月28日 | 2011年07月24日 |
| 四国        | 徳島                 | 3        | JOXK-DTV         | 034ch    | 001k             | 2006年10月01日 | JOXK-TV          | 03ch VHF           | 001k                    | 1959年03月15日 | 2011年07月24日 |
| 四国        | 高松                 | 1        | JOHP-DTV         | 024ch    | 001k             | 2006年12月01日 | JOHP-TV          | 37ch UHF           | 010k                    | 1969年03月22日 | 2011年07月24日 |
| 九州・ 沖縄 | 福岡                 | 3        | JOLK-DTV         | 028ch    | 003k             | 2006年04月01日 | JOLK-TV          | 03ch VHF           | 010k                    | 1956年03月21日 | 2011年07月24日 |
| 九州・ 沖縄 | 北九州               | 3        | JOSK-DTV         | 040ch    | 001k             | 2006年10月01日 | JOSK-TV          | 06ch VHF           | 001k                    | 1957年05月29日 | 2011年07月24日 |
| 九州・ 沖縄 | 熊本                 | 1        | JOGK-DTV         | 028ch    | 001k             | 2006年12月01日 | JOGK-TV          | 09ch VHF           | 002k                    | 1958年02月22日 | 2011年07月24日 |
| 九州・ 沖縄 | 長崎                 | 1        | JOAG-DTV         | 015ch    | 001k             | 2006年12月01日 | JOAG-TV          | 03ch VHF           | 001k                    | 1958年12月22日 | 2011年07月24日 |
| 九州・ 沖縄 | 佐世保               | 1        | （長崎・中継局） | 042ch    | 001k             | 2007年04月01日 | JOAQ-TV          | 08ch VHF           | 001k                    | 1958年12月22日 | 2011年07月24日 |
| 九州・ 沖縄 | 鹿児島               | 3        | JOHG-DTV         | 034ch    | 001k             | 2006年12月01日 | JOHG-TV          | 03ch VHF           | 005k                    | 1958年02月22日 | 2011年07月24日 |
| 九州・ 沖縄 | 宮崎                 | 1        | JOMG-DTV         | 024ch    | 001k             | 2006年12月01日 | JOMG-TV          | 08ch VHF           | 001k                    | 1960年07月01日 | 2011年07月24日 |
| 九州・ 沖縄 | 大分                 | 1        | JOIP-DTV         | 015ch    | 001k             | 2006年12月01日 | JOIP-TV          | 03ch VHF           | 003k                    | 1959年08月24日 | 2011年07月24日 |
| 九州・ 沖縄 | 佐賀                 | 1        | JOSP-DTV         | 033ch    | 0100             | 2006年12月01日 | JOSP-TV          | 38ch UHF           | 005k                    | 1969年03月15日 | 2011年07月24日 |
| 九州・ 沖縄 | 沖縄                 | 1        | JOAP-DTV         | 017ch    | 001k             | 2006年04月01日 | JOAP-TV          | 02ch VHF           | 005k                    | 1968年12月22日 | 2011年07月24日 |

1. ↑  北見市内には別途「新北見中継局」が置かれている。
2. ↑  1991年11月の免許更新を機に呼出符号廃止。
3. ↑  長野市内には別途「善光寺平中継局」が置かれている。
4. 1 2  開局自体は2005年12月1日。
5. ↑  デジタル放送移行に伴う「アナ・アナ変換」によるチャンネル変更。
6. ↑  時期不明ながら免許更新時に呼出符号廃止。
7. ↑  表記チャンネルによる県域放送開始日。其の10年以上前から、「実験局」などの名目で大阪局の中継局として運用されてきた。
8. ↑  福山市内の彦山におけるチャンネル。
9. ↑  2003年11月の免許更新時に呼出符号廃止。
10. ↑  尾道市向島町の高見山送信所におけるチャンネル。
11. ↑  開局時は「尾道放送局」。1967年3月15日付で今の福山市内に移転し改称。
12. ↑  親局は毛無山。
13. ↑  親局は鉢伏山。
14. ↑  大都市圏以外初の民放テレビ局である日本海テレビジョン放送（JOJX-TV、1ch）に合わせた。
15. ↑  山口市内は鴻ノ峯中継局などでカバー。
16. ↑  1963年2月9日までは「小倉（こくら）放送局」。
17. ↑  デジタル放送は段階的にフルパワー化したこともあり、当初は呼出名称だけが付与され、呼出符号の付与が保留されていた。
18. ↑  開局時から1kWで放送を続けてきたが、テレビ西日本福岡局（JOJY-TV）増力などによる混信対策として増力した。
19. ↑  開局時はJOAT-TVで、1982年11月の免許更新時に変更。1991年11月の免許更新迄に呼出符号廃止。
20. ↑  親局は九千部山。
21. ↑  親局は日の隈山。
22. ↑  トランスポートストリームは「那覇」。
23. ↑  沖縄放送協会中央放送局時代はKSGB-TV。
24. ↑  本土復帰を見据え最初から日本式チャンネルであった。
25. ↑  沖縄放送協会中央放送局による放送開始日。本土復帰に合わせてNHKが引き継ぐ。先島地区は前年に放送を開始した。

#### 3ch
アナログ総合の親局で全国的に3chが多かった理由は、テレビ放送が開局した当初1ch・2ch・12chが米軍のレーダーに使用されており、後にその周波数は返還されたものの、NHKについては第一次チャンネルプランでそれらの地域に3chが割り当てられたためである。沿革にもある通り、テレビ放送開始当初東京が3ch、大阪が4chで送信されていたのはこのことが原因である。その後東京ではエリアの拡大のため、当時1chで東京タワーから送信されていたNHK教育テレビとチャンネルを入れ替える形で1chとなった。一方大阪も、その後京阪神第4局（毎日放送。JOOR-TV、4ch）の開局予定日であった1958年12月1日から2chに変更された。しかしアナログ総合が3chの地域で1chは、どの放送局にも割り当てられず最後まで空きチャンネルだったのは広島県と大分県のみ、アナログ教育の親局に割り当てられたのも長崎県のみであり、大半の地域で民放用に割り当てられた。更には総合が3ch以外でも1chがアナログ教育だったのは山口県（総合9ch）のみであった。
この半世紀後の地デジ移行においては、リモコンキーID（テレビのリモコンチャンネル番号）にNHKは「2」の教育テレビだけでなく総合テレビも全国統一の「1」を希望しており、アナログ総合が3chの地域でも1chが空いていた広島県と大分県では「3」を引き継がず「1」が、そもそも1chがアナログ教育に割り当てられていた山口県と長崎県ではそれに親局より大きい「2」を割り当てたうえで総合テレビに「1」が割り当てられた。しかし1chが民放の親局（本社送信所）に割り当てられていた地域では民放局の意思及び地元視聴者の利便性を尊重して民放局が「1」を継承し、総合テレビにはアナログ時代から3chであったという地域性で地元視聴者がそのまま受け入れやすい「3」になった。ちなみにアナログ放送の親局で2chはどの民放にも割り当てられていなかったため、教育テレビは総合テレビと同じ事態を回避する形で全国「2」で統一することが出来た。

### その他
- 1970年代後半から1980年代前半の一時期、放送終了が教育テレビ(現:Eテレ)より早い期間があった。これはオイルショックによる省エネ・節電に協力するためのものであり、1974年1月から3月までは総合・教育とも23時終了、その後総合は23:15（1975年4月以後金・土曜日に限り23:57まで延長）、教育は23:30→23:57にそれぞれ放送終了時間を延長しており、総合が教育よりも早く終了するという事例は1984年4月に正式に23:57終了に時間延長するまで10年以上続いた。
- 2008年9月29日以後、総合テレビの放送を休止する地域がある場合、緊急地震速報に対応するために教育テレビを臨時に終夜放送していたが、2009年4月以後は終夜フィラーは放送せず、教育テレビでは「緊急ニュース等がある際には 総合テレビをお休みしている地域では ご覧のチャンネルでお伝えします（一部地域を除く）」という字幕を出している。ただし、総合・教育双方ともメンテナンスを行う場合は教育テレビでも放送休止とする。
- 放送設備の更新を行った2004年8月からは、NTSCでは画像サイズ（レターボックス=サイズは16:9、14:9、13:9←→4:3コンバートとの切り替え）の調整などのため、番組終了後の数秒程度フェイドアウト状態となる番組があったが、2010年7月5日以後、大河ドラマと過去に4:3SDで制作した番組を除いてレターボックス16:9に完全移行したことからこのフェイドアウト状態は解消されている[注 39]。

## 海外の提携局
- イギリス BBC One
- 中国 CCTV-1

## 各局のID
- 赤色バックにコールサインとロゴ、（地域名）総合デジタルテレビジョンと表示。
  - 2019年度までの関東地方などほとんどの局…卵形の青色バックにコールサイン表示（アナログ・デジタルとも全国共通のフォーマット。アナログでは16:9レターボックスで表示）。
  - テレビ放送開始当初から、少なくとも1980年代前半までは、全国各放送局共通で、モノクロの1枚画が使われ、ブーメランを2枚重ねたような絵に白文字でコールサイン（JO○○）その横に黒でTV、更にその下に白文字で各放送局の親局のチャンネル番号（東京1、大阪2、札幌・仙台・名古屋・広島・福岡3など）と、黒で当時のNHKロゴ、更にその下に（○○テレビジョン）と表示されていた。これは教育テレビジョン、および開局当初の衛星放送でも共通だった[注 40]。
  - また、ワンセグの試験放送が行われていた時期にはデジタル総合に限り「携帯端末向けサービスの試験電波発射中」[51]との字幕も添えられていた。
- 旭川放送局…緑の自然（緑葉）の写真をバックにコールサイン表示。4:3表示でアナログのみ使用していた。元々は札幌放送局のフォーマットにコールサインとCH表記をしていたのが、札幌放送局が地上デジタル放送を開始したことに伴い変更された。このIDは2011年7月24日のアナログテレビ放送終了とともに使用を終了した。なお、デジタル放送のIDは2007年10月1日の開始当初から上記と同じく全国共通のフォーマットである。
- 仙台放送局…仙台城をバックに馬とコールサイン表示。
- 山形放送局…緑の自然（緑葉）の写真をバックにコールサイン表示。コールサインは左下に表記。
- 富山放送局…黄緑色をバックにコールサイン表示。
- 大阪放送局…少なくとも1980年代中盤から、数年代わりで、旧大阪局舎、生駒山から写した大阪の夜景、近畿地方の地図などがデザインされたもの、午前1時まで放送時間が拡大された1995年と1996年には終了時に近畿地方の各総合テレビジョンのコールサインとアナログチャンネルの一覧表を出していた。
- 神戸放送局…局舎の夜景をバックにコールサインを表示。
- 大分放送局…大分県のフォーマットにNHKと表示。コールサインは左上に表記。
- 長崎放送局…基本フォーマットのままで、長崎局（JOAG-TV 3（ch））と佐世保局（現佐世保支局）（JOAQ-TV 8（ch））の2段重ねで表記していた。
- 鹿児島放送局…局舎と桜島をバックにコールサイン表示。
- これらのコールサイン画面はNHKのロゴマーク変更に伴って2020年度から廃止され、全国で統一したデザインとなった（デザインそのものは総合・教育で共通だが、色は赤になっている）